# Aziz Ansari
Aziz Ansari (n. 23 februarie 1983, Columbia, Carolina de Sud, SUA) este un actor american, scriitor, producător și regizor. El este cunoscut pentru rolurile sale ca Tom Haverford în serialul produs de NBC „Parks and Recreation” (2009-2015) și ca Dev Shah  seria Netflix  Master of None, care a debutat în 2015 și  pe care Ansari a creat-o, scris-o și în care a jucat.
Ansari și-a început cariera făcând stand-up comedy în New York, la mijlocul anilor 2000, în timp ce studia și la Universitatea din New York. În 2007, el a creat și a jucat în spectacolul de comedie „Human Giant”(Om gigant) produs de MTV care a fost difuzat timp de două sezoane. Acest lucru a dus la roluri în filme de lung metraj, precum „Funny People”(Oameni amuzanți), „I Love You, Man”(Omule, te iubesc), „Observe and Report”(Observă și raportează) și „30 de Minute sau mai Puțin”.
Ca și comediant de stand-up, Ansari și-a lansat CD-ul/DVD-ul de debut , „ Intimate Moments for a Sensual Evening”(Momente intime pentru o seară senzuală), în ianuarie 2010, pe Comedy Central Records, și date de turneu la nivel național, între roluri. În 2010 și 2011, el a realizat turneul „Dangerously Delicious”(periculos de delicios), care a fost pus la dispoziție, chiar de el, pentru a fi descărcat de pe site-ul său, în martie 2012 și a fost difuzat pe Comedy Central, în mai 2012. El și-a dus la sfârșit cel de-al treilea turneu „ Buried Alive”(Ingropat de viu) în vara lui 2013, iar spectacolul său special de comedie  „Direct de la Madison Square Garden” a fost lansat pe Netflix în 2015.
Prima lui carte, „Modern Romance: An Investigation”(Dragoste modernă: investigatie), a fost lansat în iunie 2015.
Master of None Sezonul 1 a fost pus la dispoziție pentru vizionare online pe Netflix în 6 noiembrie 2015. Sezonul 2 pus pe Netflix, 12 mai 2017, și are un rating de 100% pe Rotten Tomatoes.

## Tinerețe
Aziz Ansari s-a născut în Columbia, Carolina de Sud, într-o familie musulmană din Tamil Nadu, India. Ansari a crescut în Bennettsville, Carolina de Sud, , unde a studiata la Academia Marlboro precum și la Școală pentru Știință și Matematică din Carolina de Sud. El a absolvit Universitatea din New York „Stern School of Business” , cu specializare în marketing. Mama lui, Fatima, lucrează într-un cabinet medical, și tatăl său, Shoukath, este un gastroenterolog. Atât Fatima cât și Shoukath au apărut în  Master of None sezoanele 1 și 2. 

## Carieră

### Începutul carierei
Ansari a performat frecvent la Upright Citizens Brigade Theatre, precum și în emisiuni săptămânale, cum ar fi „Invite them up”(Invită-i). În 2005, Rolling Stone l-a inclus în top-ul lor anual „Hot List”(Lista Fierbinte), ca alegerea lor pentru „Hot stand-up”, și a câștigat Premiul Juriului pentru cel mai bun stand-up la evenimentul HBO „U.S. Comedy Arts Festival” din 2006 în Aspen, Colorado. 

### Omul Gigant

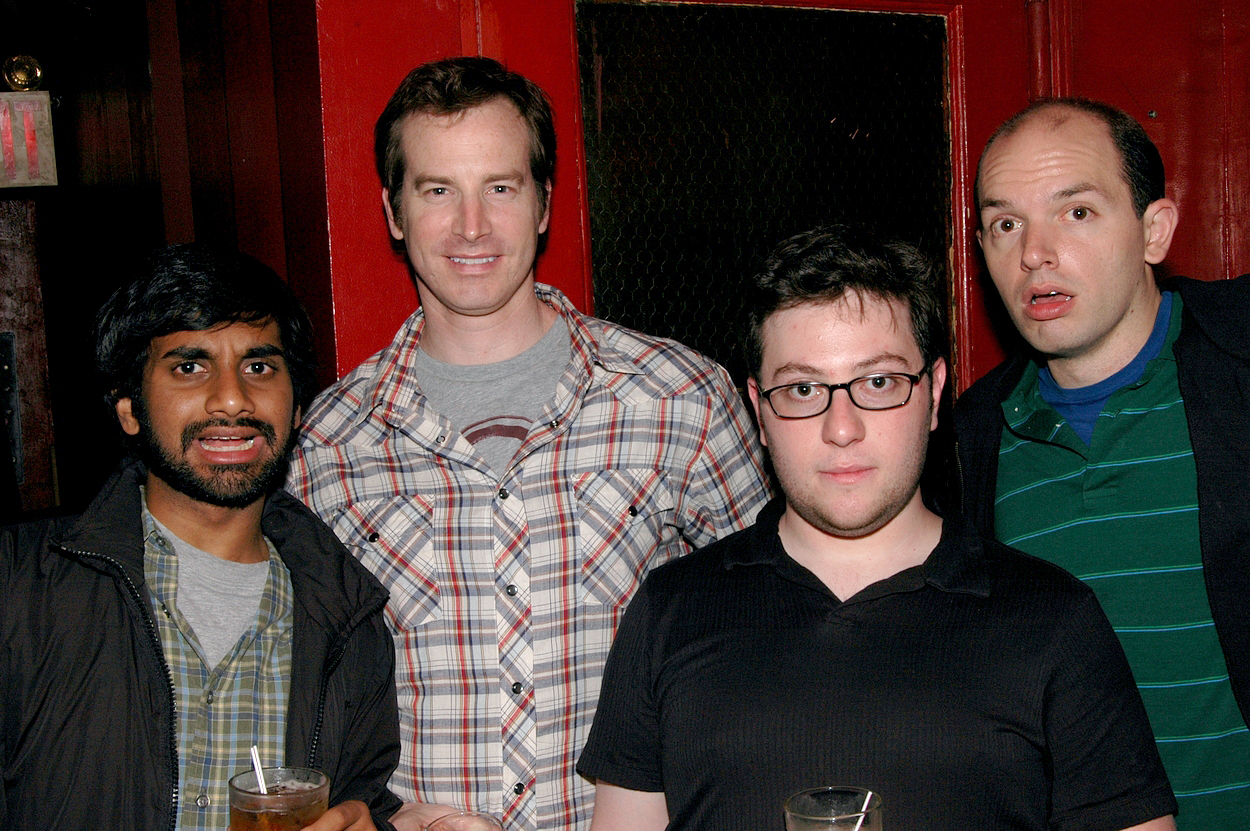
De la stânga la dreapta, Human Giant's Aziz Ansari, Rob Huebel, Jason Woliner, și Paul Scheer, în Mai 2007

În jurul veri anului 2005, Ansari a început colaborarea cu colegii lui actori de comedie Rob Huebel și Paul Scheer (amândoi membrii ai trupei de improvizație  Respecto Montalban), precum și cu regizorul Jason Woliner pentru a face filme de scurt metraj. Prima serie creat de grup a fost „Shutterbugs”(Amatorii), care îi are în prim plan pe Huebel și Ansari ca aprigi căutători de tinere talente. Apoi a urmat „Illusionators”(Iluzionistii), în care a jucat Ansari și Scheer ca Criss Angel magician gothic. La mijlocul anului 2006, MTV a dat undă verde unei serii de scenete din partea grupului, care a fost pusă pe post în 5 aprilie 2007. Spectacolul a avut două sezoane iar grupului i s-a oferit un al treilea sezon, dar acestia au optat să urmărească alte oportunități.

### Parks and Recreation
În iunie 2008, Ansari, a fost anuntat ca fiind primul distribuit în noua comedie de pe NBC produsa de cei care s-au ocupat și de serialul „The Office”(Firma)  Parks and Recreation, a debutat în aprilie 2009 avându-l pe Ansari in rolul lui Tom Haverford, un angajat al guvernului. Personajul său este un angajat oficial al guvernului care nu se ridică la nivelul așteptărilor dar este foarte încrezător, și visează la succes. El a fost personaj principal al show-ului în toate cele șapte sezoane. Performanța lui Ansari a primit laude din partea criticilor, Entertainment Weekly, l-a numit pe acesta unul din vedetele anului 2009 care se afirmă( „Breakout TV Stars”), TV Guide(Ghid TV)l-a numit  „Scene Stealer” tot în 2009 iar Yahoo! TV l-a plasat pe locul I în lista lor de „TV MVP”.

### Master of None
Ansari este starul seriei Netflix „ Master of None”(Maestrul Nimicului) ce a fost scrisă de el și de Alan Yang, scriitorul show-ului Parks and Recreation. Aziz a regizat mai multe episoade din serie. Seria a avut premiera pe 6 noiembrie 2015, și a primit recenzii foarte pozitive. New York Times a numit acest din urmă spectacol ca fiind „cea mai bună comedie a anului”. Performanța sa în spectacol i-a adus o nominalizare la premiile „Golden Globes” la secțiunea „Best Actor-Television Series Musical or Comedy” (Cel mai bun actor într-o serie muzicală sau de coemdie). iar episodul „Părinții” regizat de el și de Yang a câștigat Primetime Emmy Award pentru scenariu deosebite a unui serial de comedie. spectacolul a fost reînnoit pentru un al doilea sezon, care a fost lansat pe 12 mai 2017.

### MTV Movie Awards
Pe 6 iunie 2010, Ansari a prezentat Premiile MTV pentru Film. Spectacolul a început cu o imitație satirică a filmului „Precious”(Prețios) în care Ansari apare ca Aziz "Precious" Ansari. Ansari a creat de asemenea un film de scurt metraj „Stunt Kidz” care l-a reunit cu colegii de platou din Human Giant. Un al doilea film de scurt metraj a fost făcut împreună cu actorul Zach Galifianakis în care Ansari îl joacă pe Taavon, antrenorul lui  Galifianakis. Acesta i-a acceptat  lui  Galifianakis premiul pentru cea mai bună performanță comică fiind în personaj, mai mult Ansari a prezentat un tribut muzical filmului Avatar în stilul cântărețului R. Kelly.

### Alte lucrări în film

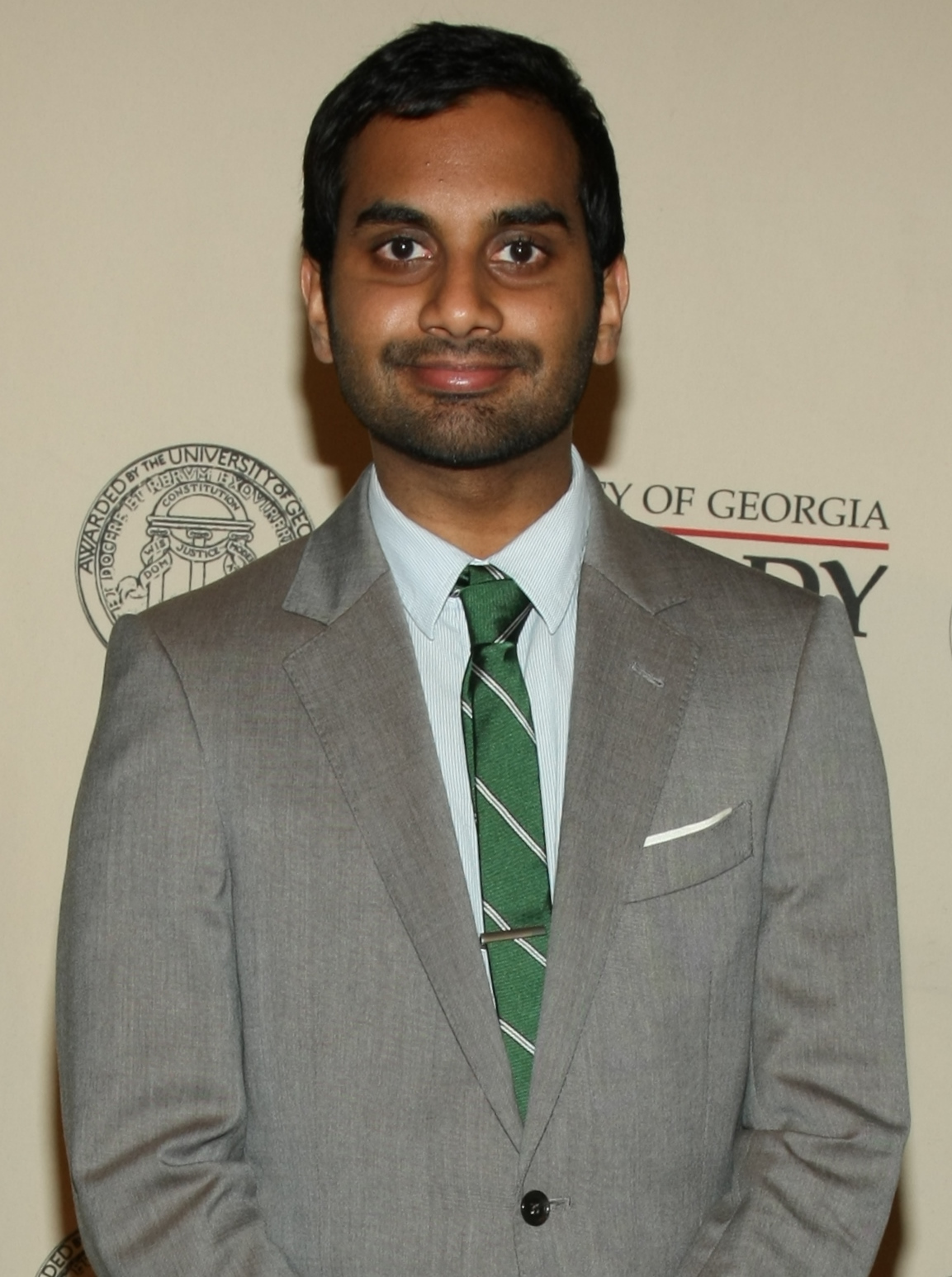
Aziz Ansari la editia cu numărul 71 Annual Peabody Awards Luncheon în 2012

Pe lângă contribuția lui în  Parks and Recreation, Ansari a apărut în seria HBO  Flight of the Conchords în rol de xenophob ce nu poate deosebi între australieni și cei din Noua Zeelandă. A avut un rol  recurent în serialul ABC  Scrubs ca Ed, un nou intern al spitalului. Rolul lui Ansari a fost scos însă din show pentru ca el să se poată concentra pe Parks and Recreation. Ansari de asemenea a avut un rol recurent în serialul animat Bob's Burgers, fiind Darryl.
În august 2011, Ansari a apărut în clipul muzical al piesei „Otis”  a lui Jay-Z și Kanye West de pe albumul lor colaborativ, Watch the Throne.

### Stand-up comedy

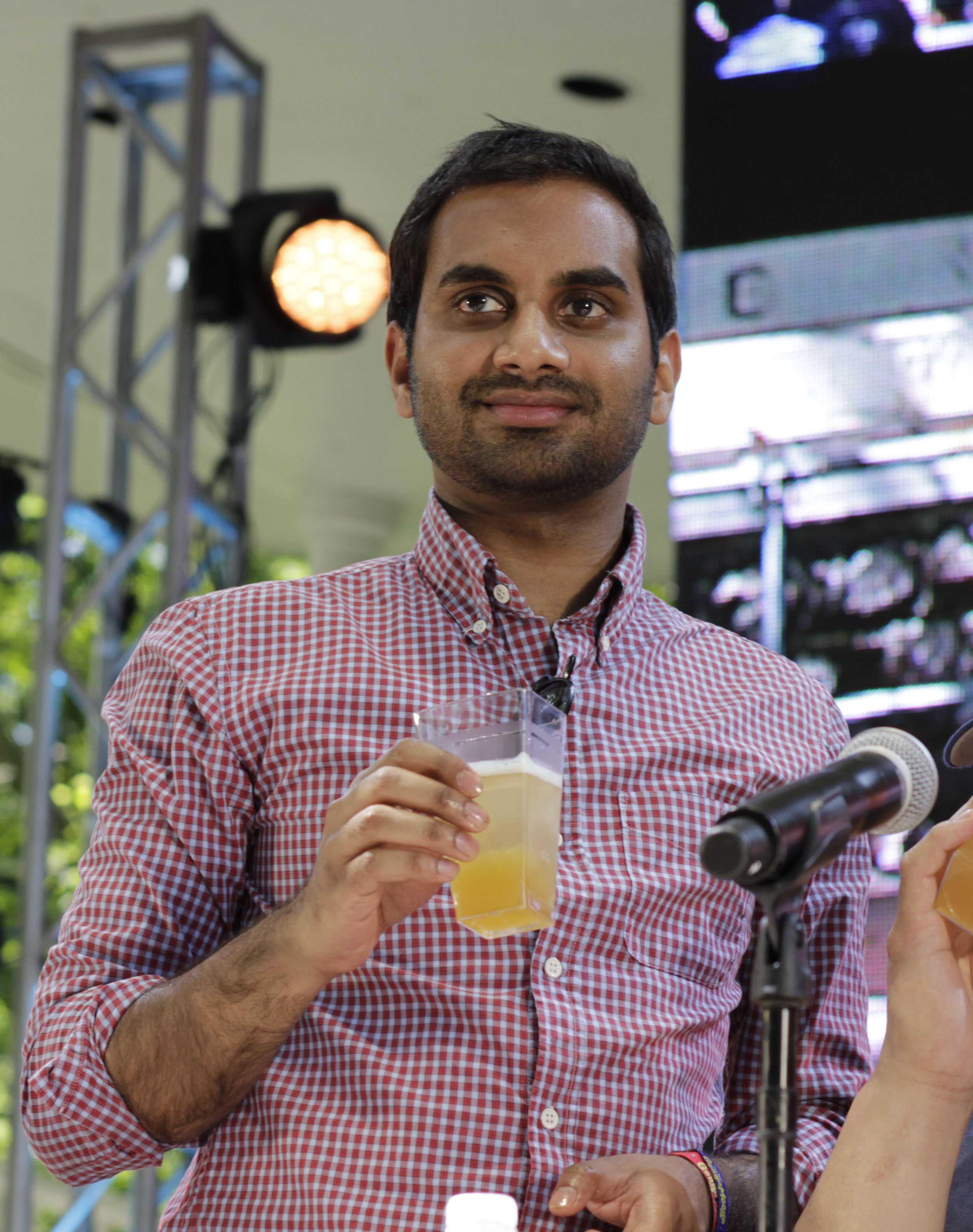
Aziz Ansari at the 2012 Great GoogaMooga Festival in Prospect Park, Brooklyn

Chiar și cu angajamente în actorie, Ansari a continuat să performeze ca comedian. În 2006 și 2007, a mers în turneul  Comedians of Comedy and Flight of the Conchords. În toamna lui 2008 și început de 2009, Ansari a promovat propriul turneu, Glow in the Dark Tour(Strălucește în întuneric). Materialul din acest turneu a devenit baza  DVD-ului/CD-ului special pentru Comedy Central. Setul, intitulat Intimate Moments for a Sensual Evening, a fost difuzat pe 17 ianuarie 2010, si o variantă CD/LP/DVD scoasă pe January 19.